# Кшижанув (Нижньосілезьке воєводство)
Кшижанув (пол. Krzyżanów, нім. Krischney; 1929–1945: Kreuzdorf) — село в Польщі, у гміні Левін-Клодзький Клодзького повіту Нижньосілезького воєводства.
Населення — 20 осіб (2011).
У 1975—1998 роках село належало до Валбжиського воєводства.

## Демографія
Демографічна структура станом на 31 березня 2011 року:
|          | Загалом | Допрацездатний вік | Працездатний вік | Постпрацездатний вік |
| -------- | ------- | ------------------ | ---------------- | -------------------- |
| Чоловіки | 11      | 1                  | 10               | 0                    |
| Жінки    | 9       | 1                  | 7                | 1                    |
| Разом    | 20      | 2                  | 17               | 1                    |